# Assassinat de Miquel Grau i Gómez
Miquel Grau i Gómez (Rafal, 1957 - Alacant, 16 d'octubre de 1977) fou un jove alacantí mort el 1977 com a resultat de la ferida d'un maó que li va ser llançat mentre participava en l'enganxada de cartells per a la Diada del País Valencià d'aquell any. El seu homicidi ha esdevingut un referent històric del valencianisme en la transició democràtica.

## Els fets
La nit del 6 d'octubre de 1977, Miquel Grau es trobava, juntament amb Mari Llum Quiñonero Hernández (militant del MCPV), Juan Ángel Torregrosa i Xavier Álvarez Landete, enganxant cartells de la Diada del País Valencià a la plaça dels Cavalls quan algú els va llançar dues poalades d'aigua, un test i finalment un maó que li va pegar al cap. Fou traslladat, amb l'ajut d'un particular, a la Casa de Socors i d'ací a la Residència Sanitària de la Seguretat Social, on va ingressar en estat comatós. Els seus companys declararen els fets davant la policia en presència del senador José Vicente Beviá Pastor. El 9 d'octubre, durant la Diada, entre 4.000 i 5.000 persones es manifestaren a l'Esplanada d'Alacant per a protestar pel fet. Malgrat les operacions mèdiques i la transfusió de sang, l'enfonsament de la cavitat craniana en la regió interparietal amb pèrdua de massa encefàlica i un extens hematoma intracranial, de pronòstic gravíssim, van resultar fatal, morint deu dies després: el diumenge 16 d'octubre de 1977. Unes 8.000 persones acompanyaren el fèretre en el seu enterrament.
L'11 d'octubre de 1977, quan no eren passats dos anys de la mort de Franco, la policia va fer un treball professional de cerca i va detenir pels fets a Miguel Ángel Panadero Sandoval, de 19 anys, fill dels propietaris d'una gasolinera i militant de la ultradretana Fuerza Nueva, que es va confessar culpable. Argumentava que no suportava els cartells a la façana de l'edifici. El 12 de maig de 1978 es va celebrar el judici, estant encomanada l'acusació particular a Juan María Bandrés, conegut advocat i polític basc. Panadero, tot i que va ser condemnat per homicidi a 12 anys i un dia de presó i a pagar diverses indemnitzacions, va sortir en llibertat el 1982. El BOE recull el Reial decret pel qual al maig de 1979 el ministre espanyol de Justícia del govern d'Adolfo Suárez, Íñigo Cavero, concedia l'indult parcial a Miguel Panadero "commutant la pena privativa de llibertat per la de sis anys i un dia a la presó major".

## Homenatges

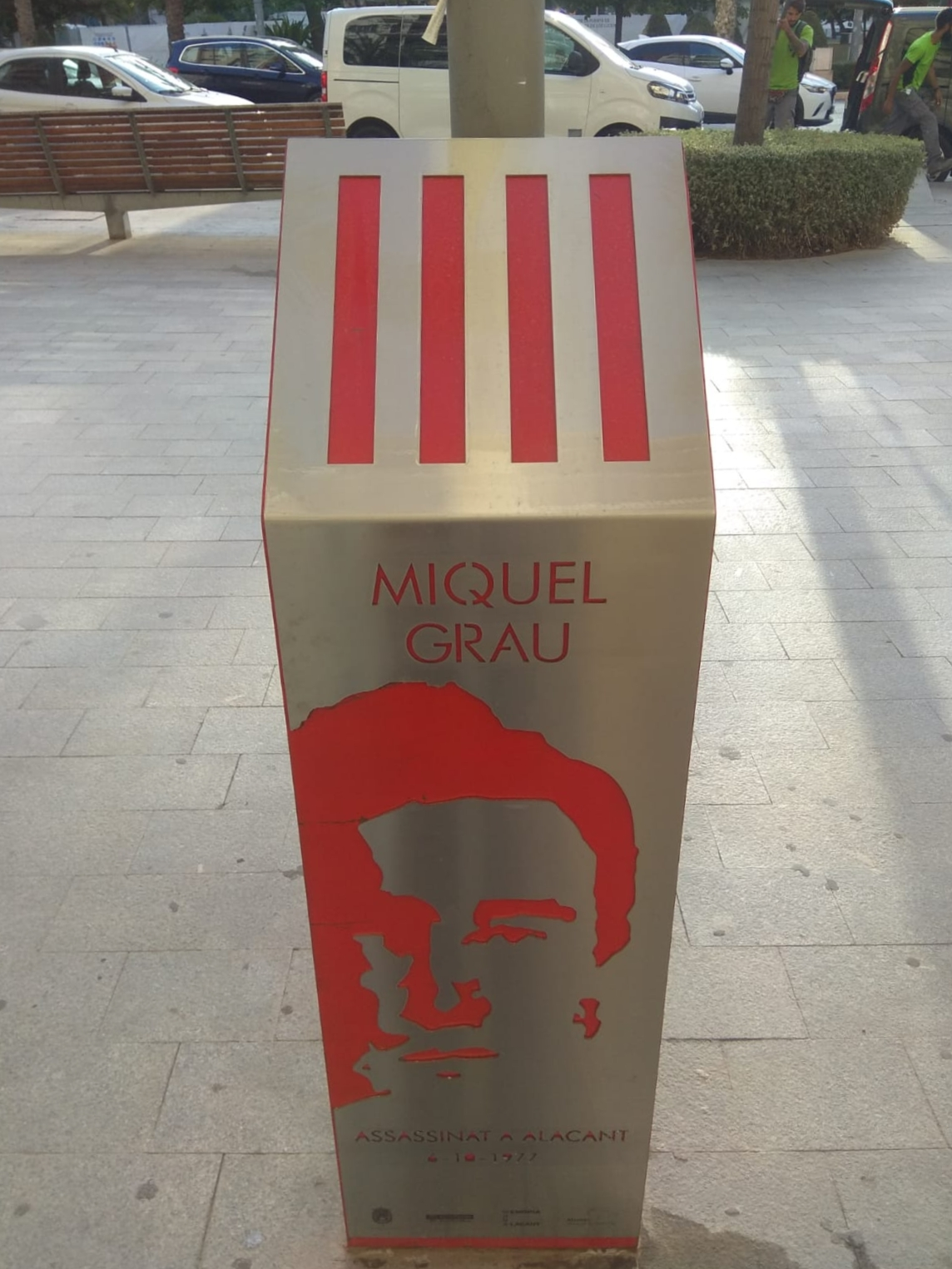
Monument a Miquel Grau a Alacant (2021)

Jove senzill i de caràcter marcadament dolç i afable, en Miquel Grau ha esdevingut un símbol de la lluita i la reivindicació valencianista en la transició a la democràcia. Tanmateix, l'èpica del moment històric ha ignorat el seu personal vessant humà. D'altra banda, com a resultat d'una tendència simplificadora, algunes de les dades encara sovint publicades no són històricament correctes, com ara la seua miltància en un determinat partit polític. El grup Al Tall compongué en honor seu A Miquel Grau. A Alacant, el Casal Popular Tio Cuc organitza des de 2011 un homenatge anual a la seva figura, aplegant més d'un centenar de persones el 5 d'octubre de 2013.
El 31 de juliol de 2015, l'Ajuntament d'Alacant aprovà per unanimitat, a proposta del grup municipal Compromís per Alacant, concedir-li la medalla d'or de la ciutat a títol pòstum, així com instal·lar una placa commemorativa en el lloc on fou assassinat i retolar un carrer de la ciutat amb el seu nom.